# Joseph-Alphonse Adhémar

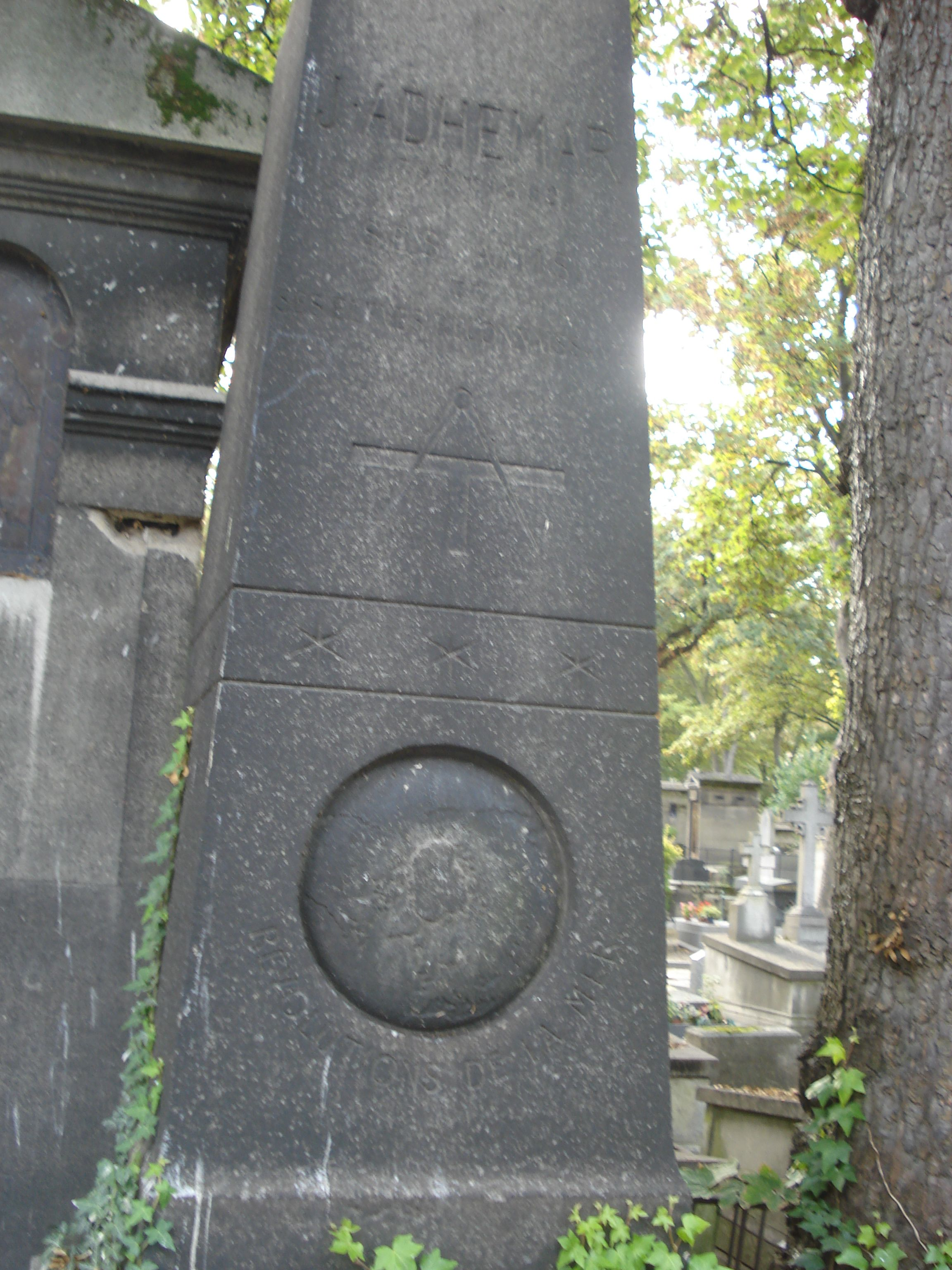
Grab auf dem Cimetière de Montmartre

Joseph-Alphonse Adhémar (* 1797; † 1862) war ein französischer Mathematiker.
Adhémar schlug als erster astronomische Ursachen, nämlich die Exzentrizität der Erdbahn um die Sonne, für die Entstehung der Eiszeiten vor (Révolutions de la mer. Déluges périodiques). Unter dem Titel Cours de mathématiques à l’usage de l’ingénieur civil verfasste er eine Anzahl von Spezialhandbüchern über verschiedene Teile der reinen und angewandten Mathematik. Ferner schrieb er einige Abhandlungen über darstellende Geometrie.

## Schriften
- Cours de mathématiques à l’usage de l’ingénieur civil. 14 Bände. Carilian-Goeury et Dalmont u. a., Paris 1832–1856.
- Traité élémentaire de géométrie descriptive. s. n., Paris 1833, (deutsch: Darstellende Geometrie. Deutsch bearbeitet und bereichert mit den neuesten Fortschritten der isometrischen Projektionslehre nebst einer allgemeinen Begründung dieser Wissenschaft von O. Möllinger. Jent & Gassmann, Solothurn 1845, Digitalisat).
- Traité de perspective à l’usage des artistes. Bachelier, Paris 1836, (deutsch: Die Perspectivlehre zum Gebrauche für Künstler. Kassmus, Solothurn 1841).
- Révolutions de la mer. Carilian-Goeury et Dalmont u. a., Paris 1842, (Digitalisat; deutsch: Die Revolutionen des Meeres. Peter, Leipzig 1843, urn:nbn:de:hebis:30-1034070).